# Alejandro Miguel Galindo
Alejandro Miguel Galindo (n. Ciudad de Guatemala, 5 de marzo de 1992) es un futbolista guatemalteco nacionalizado colombiano. Se desempeña como volante y actualmente es jugador del Club Social y Deportivo Municipal. de la Liga Nacional de fútbol de Guatemala. Además hace parte de la Selección de fútbol de Guatemala.

## Biografía
En busca de un mejor futuro Alejandro emigró con su madre y otros familiares a Colombia, a la edad de 10 años. Al llegar, se fueron a vivir al municipio de Agua de Dios, al sur occidente del departamento de Cundinamarca. Allí, empezó a jugar fútbol en la escuela "Miguel Rizzo", donde se destacó en varios torneos regionales, y fue llevado a Bogotá a hacer pruebas al equipo Independiente Santa Fe, a los 12 años de edad.

## Trayectoria

### Etapa en Colombia
Tras pasar las pruebas, ingresó a las divisiones inferiores del cuadro cardenal de la ciudad de Bogotá. Para que cogiera más experiencia, el guatemalteco fue cedido al Juventud Soacha, filial del equipo rojo en la Categoría Primera B. Su etapa en el equipo soachuno fue buena, ya que debutó como profesional y tuvo buenos partidos durante los 2 años que estuvo. Valga aclarar que para el año (2010) el club cambió de sede del municipio de Soacha al de Girardot.
En 2011, Galindo regresa a Bogotá y debuta como jugador de Santa Fe, cuando juega en la Copa Colombia contra Bogotá Fútbol Club. Ese año, también jugaría otros 2 partidos válidos por la misma competencia, y debutaría en la Primera División, jugando contra el Real Cartagena, y jugaría su primer Clásico bogotano contra Millonarios.
El 2012, es un muy buen año para Alejandro Miguel, ya que juega 4 partidos de la Copa Colombia, entre ellos un Clásico bogotano contra Millonarios. Además, ese año jugaría un partido válido por los cuadrangulares de la Primera División, cuando Santa Fe se enfrentó al Boyacá Chicó en la ciudad de Tunja. En julio de ese año, Santa Fe se coronó campeón por séptima vez en su historia con Alejandro integrando la nómina.

### Municipal de Guatemala
Tras vivir en Colombia durante 10 años, Galindo regresa a su natal Guatemala para jugar en el Club Municipal a mediados del 2013. En el club de Ciudad de Guatemala, Alejandro Miguel jugó 12 partidos, teniendo algunos buenos. En enero del 2014, el volante deja al Municipal y se va a jugar al Antigua GFC.

### Antigua GFC
Tras unos meses jugando para el Club Municipal, Galindo se fue a jugar al Antigua GFC, un club de la ciudad de Antigua. En el club auriverde, se convierte en un jugador importante y se gana un lugar en el once titular. En el 2015, Galindo se corona campeón por segunda vez en su carrera, ya que ayuda a que el Antigua se corone como campeón por primera vez en su historia de la Liga Nacional de Fútbol de Guatemala. Así, el guatemalteco criado en Colombia, entra en la historia del club. Gracias a que el Antigua ganó su primer campeonato, logró clasificar a la Liga de Campeones de la Concacaf, donde Alejandro debuta en un torneo internacional. 

## Selección de Guatemala
En 2012, mientras jugaba en Santa Fe, recibió su primer llamado Selección de fútbol de Guatemala, para jugar un par de partidos amistosos. Su segunda convocatoria fue para jugar las eliminatorias a la Copa Mundial de Fútbol de 2014, donde jugó contra Jamaica, y Estados Unidos.  En 2015, también fue convocado para jugar contra la selección de Antigua y Barbuda.

## Clubes
| Club              | País      | Año             |
| ----------------- | --------- | --------------- |
| Juventud Soacha   | Colombia  | 2009            |
| Juventud Girardot | Colombia  | 2010            |
| Santa Fe          | Colombia  | 2011 - 2012     |
| Municipal         | Guatemala | 2013            |
| Antigua GFC       | Guatemala | 2014 - 2019     |
| Comunicaciones    | Guatemala | 2019 - 2020     |
| Cobán Imperial    | Guatemala | 2020 - 2023     |
| Municipal         | Guatemala | 2023 - Presente |

## Estadísticas

### Clubes
| Club                         | Div.                | Temporada           | Liga  | Liga  | Copa Nacional | Copa Nacional | Copa Internacional | Copa Internacional | Total | Total |
| Club                         | Div.                | Temporada           | Part. | Goles | Part.         | Goles         | Part.              | Goles              | Part. | Goles |
| ---------------------------- | ------------------- | ------------------- | ----- | ----- | ------------- | ------------- | ------------------ | ------------------ | ----- | ----- |
| Juventud Soacha · Colombia   | 2.ª                 | 2009                | 3     | 0     | -             | -             | -                  | -                  | 3     | 0     |
| Juventud Soacha · Colombia   | Total club          | Total club          | 3     | 0     | 0             | 0             | 0                  | 0                  | 3     | 0     |
| Juventud Girardot · Colombia | 2.ª                 | 2010                | 28    | 1     | -             | -             | -                  | -                  | 28    | 1     |
| Juventud Girardot · Colombia | Total club          | Total club          | 28    | 1     | 0             | 0             | 0                  | 0                  | 28    | 1     |
| Santa Fe · Colombia          | 1.ª                 | 2011                | 2     | 0     | 3             | 0             | -                  | -                  | 5     | 0     |
| Santa Fe · Colombia          | 1.ª                 | 2012                | 1     | 0     | 4             | 0             | -                  | -                  | 5     | 0     |
| Santa Fe · Colombia          | Total club          | Total club          | 3     | 0     | 7             | 0             | 0                  | 0                  | 10    | 0     |
| Municipal · Guatemala        | 1.ª                 | 2013                | 5     | 0     | -             | -             | -                  | -                  | 5     | 0     |
| Municipal · Guatemala        | Total club          | Total club          | 5     | 0     | 0             | 0             | 0                  | 0                  | 5     | 0     |
| Antigua GFC · Guatemala      | 1.ª                 | 2014/15             | 39    | 3     | -             | -             | -                  | -                  | 39    | 3     |
| Antigua GFC · Guatemala      | 1.ª                 | 2015/16             | 32    | 0     | -             | -             | -                  | -                  | 32    | 0     |
| Antigua GFC · Guatemala      | 1.ª                 | 2016/17             | 44    | 4     | -             | -             | 4                  | 0                  | 48    | 4     |
| Antigua GFC · Guatemala      | 1.ª                 | 2017/18             | 47    | 4     | -             | -             | -                  | -                  | 47    | 4     |
| Antigua GFC · Guatemala      | 1.ª                 | 2018/19             | 44    | 3     | -             | -             | -                  | -                  | 44    | 3     |
| Antigua GFC · Guatemala      | Total club          | Total club          | 206   | 14    | 0             | 0             | 4                  | 0                  | 210   | 14    |
| Comunicaciones · Guatemala   | 1.ª                 | 2019/20             | 34    | 2     | -             | -             | 3                  | 0                  | 37    | 2     |
| Comunicaciones · Guatemala   | 1.ª                 | 2020/21             | 10    | 0     | -             | -             | 3                  | 0                  | 13    | 0     |
| Comunicaciones · Guatemala   | Total club          | Total club          | 44    | 2     | 0             | 0             | 6                  | 0                  | 50    | 2     |
| Cobán Imperial · Guatemala   | 1.ª                 | 2020/21             | 13    | 0     | -             | -             | -                  | -                  | 13    | 0     |
| Cobán Imperial · Guatemala   | 1.ª                 | 2021/22             | 36    | 3     | -             | -             | -                  | -                  | 36    | 3     |
| Cobán Imperial · Guatemala   | 1.ª                 | 2022/23             | 31    | 1     | -             | -             | -                  | -                  | 31    | 1     |
| Cobán Imperial · Guatemala   | Total club          | Total club          | 80    | 4     | 0             | 0             | 0                  | 0                  | 80    | 4     |
| Municipal · Guatemala        | 1.ª                 | 2023/24             | 31    | 2     | -             | -             | -                  | -                  | 31    | 2     |
| Municipal · Guatemala        | 1.ª                 | 2024/25             | 25    | 1     | -             | -             | 4                  | 0                  | 29    | 1     |
| Municipal · Guatemala        | Total club          | Total club          | 56    | 3     | 0             | 0             | 4                  | 0                  | 60    | 3     |
| Total en su carrera          | Total en su carrera | Total en su carrera | 425   | 26    | 7             | 0             | 14                 | 0                  | 446   | 26    |

### Selección
| Selección       | Año             | Partidos | Goles |
| --------------- | --------------- | -------- | ----- |
| Guatemala       | 2012            | 2        | 0     |
| Guatemala       | 2015            | 2        | 0     |
| Guatemala       | 2018            | 1        | 0     |
| Guatemala       | 2019            | 9        | 6     |
| Guatemala       | 2020            | 3        | 0     |
| Guatemala       | 2021            | 2        | 0     |
| Guatemala       | 2022            | 11       | 0     |
| Guatemala       | 2023            | 11       | 0     |
| Total Guatemala | Total Guatemala | 41       | 6     |

## Palmarés

### Torneos nacionales
| Título                               | Club          | País      | Año  |
| ------------------------------------ | ------------- | --------- | ---- |
| Torneo Apertura                      | Santa Fe      | Colombia  | 2012 |
| Liga Nacional de Fútbol de Guatemala | Antigua GFC   | Guatemala | 2015 |
| Liga Nacional de Fútbol de Guatemala | Antigua GFC   | Guatemala | 2016 |
| Liga Nacional de Fútbol de Guatemala | Antigua GFC   | Guatemala | 2017 |
| Liga Nacional de Fútbol de Guatemala | CSD Municipal | Guatemala | 2024 |